# Conflict: Desert Storm
Conflict: Desert Storm is een computerspel voor de Xbox, Microsoft Windows, PlayStation 2 en Nintendo GameCube. Het spel werd op 13 september 2002 uitgegeven door SCi.

## Verhaal
Het verhaal in het spel gaat over de Golfoorlog, die op 17 juli 1990 begon, de dag waarop Saddam Hoessein olie stal van het Rumailia-olieveld. Er worden Amerikaanse soldaten naartoe gestuurd, daar behoor je als speler bij. Je moet precies hetzelfde doen als in de echte golfoorlog en het spel uitspelen tot 8 maart 1991, wanneer de eerste troepen weer teruggehaald werden.